# Lis Hartel
Lis Hartel (n. 14 martie 1921, Hellerup⁠(d), amtul Copenhaga⁠(d), Danemarca – d. 12 februarie 2009, Copenhaga, Danemarca) a fost o sportivă ce a reprezentat Danemarca, medaliată olimpică. A participat la 2 ediții ale Jocurilor Olimpice (1952, 1956) în care a câștigat o medalie de argint.